# Tour de Guyane
Le Tour de Guyane, auparavant appelé « Le Tour du Littoral » ou plus rarement « La Grande Boucle Guyanaise » est une compétition cycliste par étapes qui a lieu en Guyane chaque année, tout en traversant occasionnellement les pays voisins. Elle se déroule en neuf étapes, le parcours relie les principales villes du département : Cayenne, Kourou, Saint-Laurent-du-Maroni. 
Le tour est devenu international depuis 1978. Il a gagné en importance et en popularité au fil des éditions, sa durée s'est allongée. La participation s'est élargie, on est passé d'un peloton principalement guyanais lors des premières éditions à des éditions comptant plus de 10 nationalités différentes.

## Histoire
S'il s'est dessiné dans les années cinquante, c'est  lors de l'édition du tour de 1978 qu'il est devenu une course à étapes ouverte à l'international, offrant de faire découvrir la région.
La télé n'ayant fait son apparition en Guyane qu'en 1967 (l'actualité sportive locale était principalement couverte par la radio), les premières vidéos du tour remontent aux années 1975/1976. Le Tour a souvent changé de configuration et de dénomination, initialement appelé Route de Guyane puis Trophée du littoral pour se rapprocher de sa physionomie actuelle en 1978. Le Trophée du littoral, s'est parcouru en 5 étapes, d'août à septembre.
Les pistes de latérites à l'est et à l'ouest de Roura, Mana, Saut-Sabbat et Saint-Georges de l'Oyapock. Les  crevaisons, les roues qui se cassent, sans options de secours, le bac de Kourou en 1968, celui de Mana en 1977 ou encore la célèbre chute du martiniquais Alfred Defrontis sur la ligne d'arrivée, qui offrira une victoire guyanaise au cycliste Sylvère Ringuet en 1977. Malgré toutes ses victoires arrachées à la Guyane, par des coureurs Cubains, Colombiens, Hexagonaux et Antillais depuis plus de 30 ans, quelques combinaisons gagnantes sont livrées.
L'édition 2020 du Tour ne peut avoir lieu en raison de la pandémie de Covid-19. C'est également le cas en 2021. 

## Palmarès et records

### Palmarès depuis 1977
| Année               | Vainqueur              | Deuxième              | Troisième         |
| ------------------- | ---------------------- | --------------------- | ----------------- |
| Tour du Littoral    |                        |                       |                   |
| 1977                | Christian Euphrasia    |                       |                   |
| 1978                | Pascal Knepper         |                       |                   |
| 1979                | Aix Holder             |                       |                   |
| 1980                | Sylvère Ringuet        |                       |                   |
| 1981                | Israel Corredor        |                       |                   |
| 1982                | Piedel Czeslaw         |                       |                   |
| 1983                | Salvador Gómez         |                       |                   |
| 1984                | Richard Métony         |                       |                   |
| 1985                | Richard Métony         |                       |                   |
| 1986-1987           | Résultats inconnus     |                       |                   |
| 1988                | Philippe Montagnac     |                       |                   |
| 1989                | Paul Charles-Angèle    |                       |                   |
| 1990                | Mirosław Uryga         |                       |                   |
| 1991                | Christophe Dupouey     |                       |                   |
| Tour de l'Espérance |                        |                       |                   |
| 1992                | Corneille Aly          |                       |                   |
| Tour Intercommunal  |                        |                       |                   |
| 1993                | Jean Ringuet           |                       |                   |
| Tour de l'Avenir    |                        |                       |                   |
| 1994                | François Roseau        |                       |                   |
| Tour de Guyane      |                        |                       |                   |
| 1995                | Héctor Ajete           |                       |                   |
| 1996                | José Durimel           |                       |                   |
| 1997                | Jules Trésor           | Jean-Claude Dantin    |                   |
| 1998                | Patrice De Nays Candau | Marco Pont            | Jean Ringuet      |
| 1999                | Stephen Mangroo        |                       |                   |
| 2000                | Aidan Duff             | Alain Labeau          |                   |
| 2001                | Jean Ringuet           | ?                     | Marco Pont        |
| 2002                | Ludovic Exfort         |                       |                   |
| 2003                | Hervé Arcade           | Marco Wouter-Pont     | William Milloux   |
| 2004                | Mickaël Laurent        | Realdo Jessurun (en)  | Thierry Fondère   |
| 2005                | Louis Teplier          | Mickaël Clarico       | Bain Foote        |
| 2006                | Patrice De Nays Candau | Marco Wouter-Pont     | Jason Ringuet     |
| 2007                | Jean-Claude Luce       | Jacob Nielsen         | Søren Petersen    |
| 2008                | Louis Teplier          | Marco Wouter-Pont     | Christophe Cazala |
| 2009                | Martial Gène           | Teddy Ringuet         | Joseph Lemoine    |
| 2010                | Cédric Eustache        | Timo Scholz           | Frédéric Théobald |
| 2011                | Joann Ruffine          | Adrien Le Roy         | Christophe Bétard |
| 2012                | Frédéric Lubach        | Tobias Barkschat (de) | Christophe Bétard |
| 2013,               | Mickaël Laurent        | Clément Mas           | Émile Demazy      |
| 2014                | Patrice Ringuet        | Mickaël Laurent       | Rémy Caristan     |
| 2015                | Boris Carène           | Luis Sablon           | Rutger Roelandts  |
| 2016                | Cédric Locatin         | Émile Demazy          | Hervé Arcade      |
| 2017                | Mickaël Laurent        | Melvin Rullière       | Boris Carène      |
| 2018                | Kévin Lebreton         | Thierry Ragot         | Loïc Laviolette   |
| 2019                | Jean Claude Uwizeye    | Larry Lutin           | Dilhan Will       |
| 2020-2021           | annulé                 |                       |                   |
| 2022                | Lars Oreel             | Paul Seuwin           | Emiliáno Víla     |
| 2023                | Meving Gène            | Edwin Nubul           | Emiliáno Víla     |
| 2024                | Emiliáno Víla          | Briton John           | Edwin Nubul       |